# Бом-ле-Дам
Бом-ле-Дам (фр. Baume-les-Dames) — город на востоке Франции, департамента Ду и региона Франш-Конте.
Расположен на правом берегу реки Ду на расстоянии около 350 км юго-восточнее от Парижа и 29 км на северо-востоке от Безансона, административного центра департамента Ду и региона Франш-Конте.
В 2015 году численность населения составляла 5 291 житель.

## История

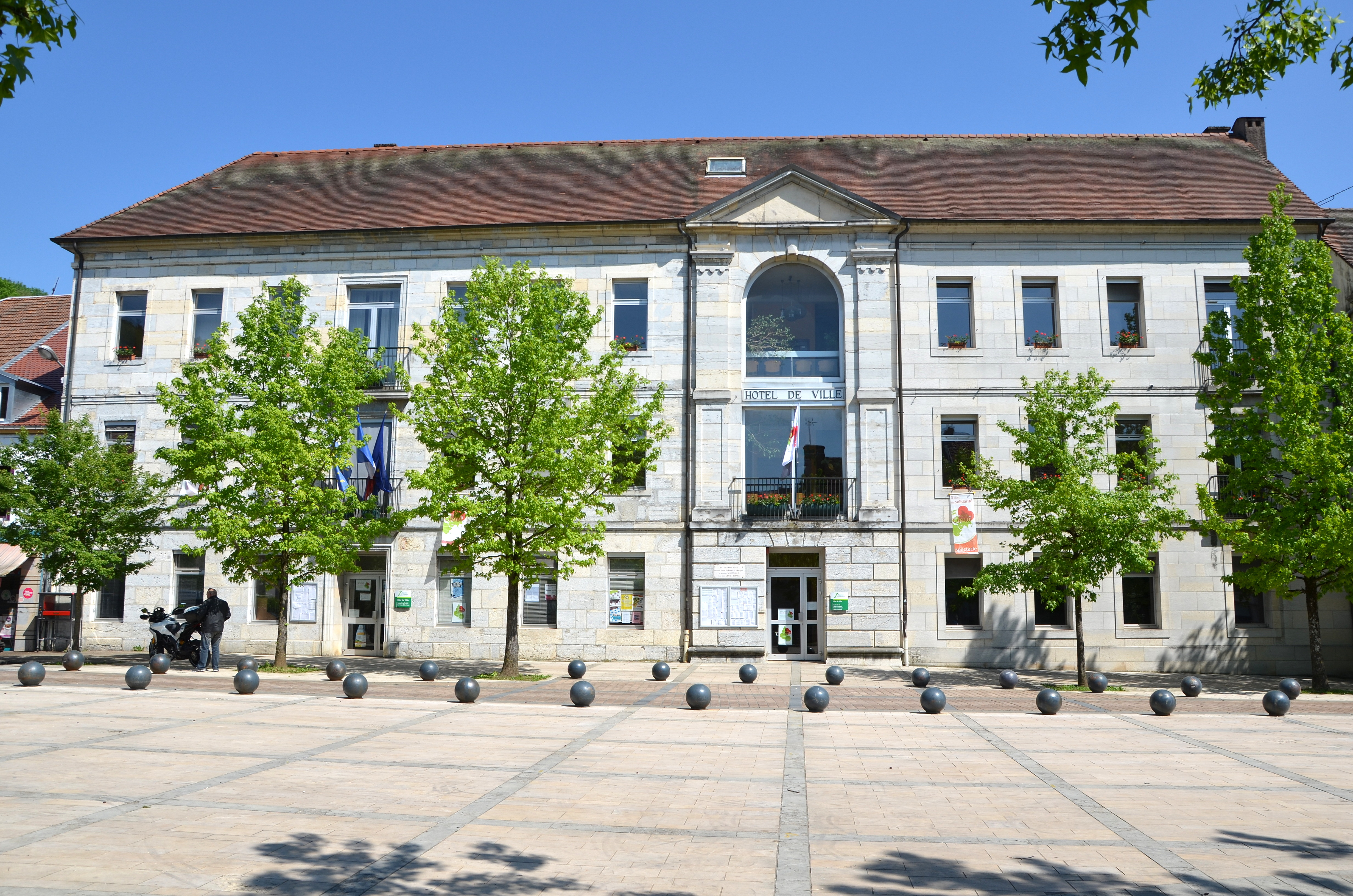
Мэрия Бом-ле-Дама

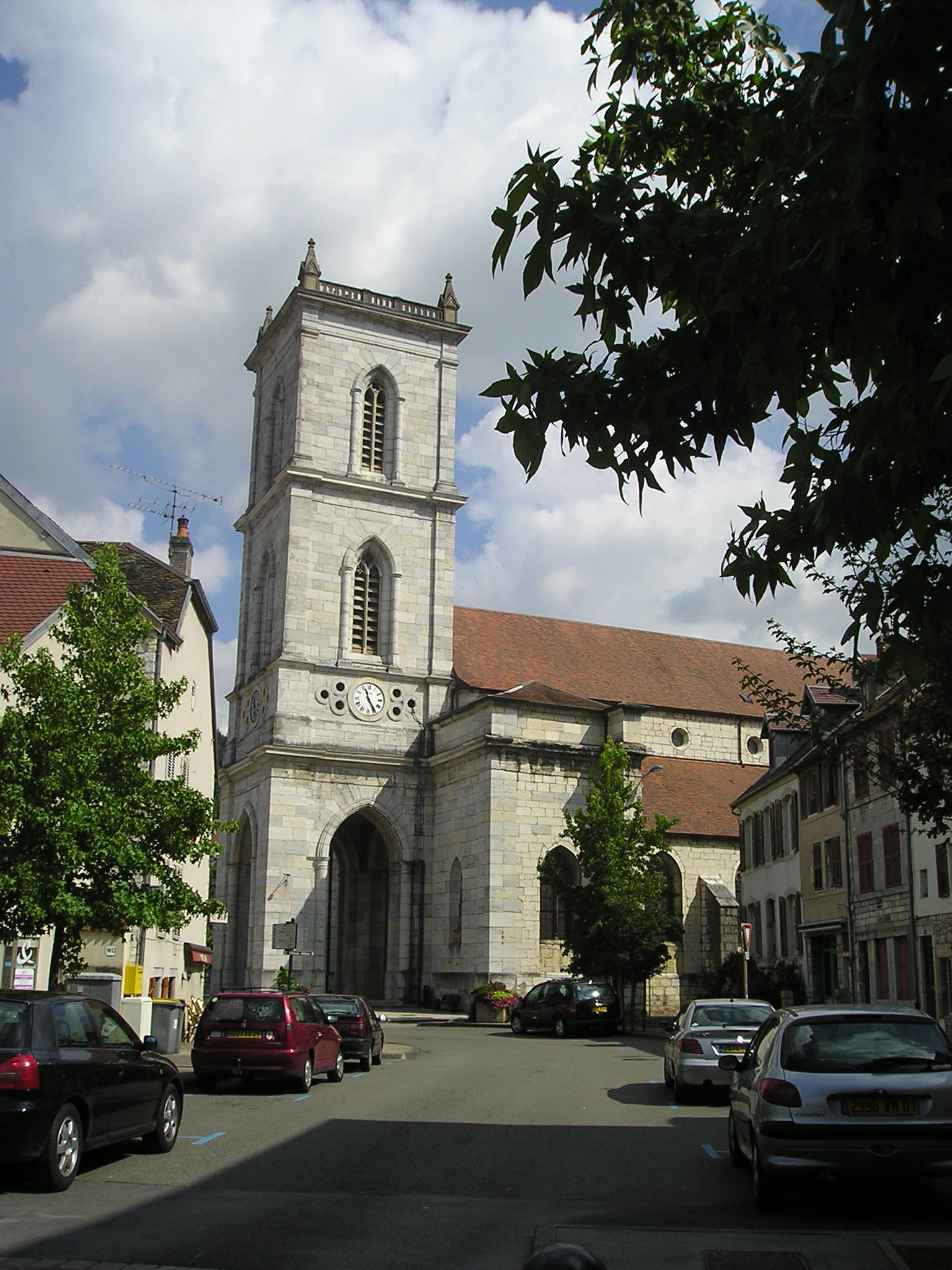
Церковь Святого Мартина

На месте Бом-ле-Дама уже в римские времена существовало поселение, которое носило название Балма (Balma). Позже епископом Безансона здесь было основано аббатство, в котором находилось около 400 монашек. Аббатство стало духовным центром региона, в который принимали, в основном, девушек из благородных семей. Со временем появилось название Baume-les-Nonnes, позже переименованное в Baume-les-Dames.
В период правления Фридриха I Барбаросса в 1153 году Бом-ле-Дам был обнесён крепостными стенами и получил права города.

## Демография
| 1911  | 1946  | 1962  | 1968  | 1975  | 1982  | 1990  | 1999  | 2006  |
| ----- | ----- | ----- | ----- | ----- | ----- | ----- | ----- | ----- |
| 3.326 | 2.919 | 4.076 | 5.006 | 5.531 | 5.303 | 5.237 | 5.384 | 5.349 |

## Достопримечательности
Исторический центр довольно компактный, с несколькими старинными особняками и церквями.
- Аббатство Сент-Одиль (IV века, восстановлено в XVIII веке)
- Церковь Святого Мартина (Исторический памятник Франции, IX века)
- Часовня Святого Гроба Господня (1540)

## Известные уроженцы
- Гренье, Эдуар (1819—1901) — французский писатель, поэт, дипломат.
- Леклерк, Никола-Габриэль (1726—1798) — французский медик и историк России.